# Airco DH.9
Airco DH.9 (также известен после 1920 года как de Havilland DH.9) — британский самолёт-бомбардировщик периода Первой мировой войны, разработанный Джеффри де Хевилендом в 1917 году на основе многоцелевого биплана (лёгкого бомбардировщика) Airco DH.4. Так же, как и DH.4, DH.9 ранних серий комплектовался моторами водяного охлаждения Siddeley Puma мощностью 230 л.с. и Beardmore Halford Pullinger мощностью 240 л.с.; в поздних сериях ставились более мощные Liberty L-12 мощностью 400 л.с. и Napier Lion мощностью 450 л.с.. Обычное вооружение серийных DH.9 составляли две 230-фунтовые или четыре 112-фунтовые бомбы на внешней подвеске (под крыльями) и два или три пулемёта: синхронизированный курсовой «Виккерс» и кормовой одинарный либо спаренный «Льюис». С июня 1918 года в войска поступала модификация DH.9A с увеличенными размахом и площадью крыла, которая комплектовалась моторами Rolls-Royce в 375 л.с. и Liberty в 400 л.с..
DH.9 сохранил крыло и оперение DH.4, основные изменения затронули компоновку фюзеляжа. Кабина пилота переместилась из центроплана назад, за заднюю кромку крыла, что ухудшило обзор, а в центроплане разместились бомбовый отсек и водяной бак системы охлаждения (у DH.4 он располагался между кабинами пилота и стрелка)
. Точки крепления мотора и ось воздушного винта располагались выше, чему у DH.4. Массу планера удалось снизить на 100 фунтов (45 кг), но из-за возросшей за счёт бомб и бо́льшего запаса воды полной массы скорость и скороподъёмность снизились, а посадочная скорость выросла с 80 до 91 км/ч (с двигателем 240 л.с.). Новая машина считалась неудачной, так как проигрывала DH.4 по всем лётным характеристикам. Единственное, в чём она выигрывала у предшественника — в лучшем взаимодействии пилота и стрелка (в DH.4 их кабины были разнесены друг от друга, в DH.9 непосредственно прилегали друг к другу)
Несмотря на все проблемы с маломощными моторами ранних серий, выпуск DH.9 за 1917 и 1918 годы составил 3,204 машины (не включая 885 DH.9A). Бо́льшая их часть использовалась на Западном фронте; самолёт также служил на Восточном фронте, на Средиземноморье, на Ближнем Востоке, а после окончания Первой мировой поставлялся белогвардейцам.

## Модификации
- DH.9
- DH.9A
- DH.9B
- DH.9C
- DH.9J
- DH.9J M'pala I
- M'pala II
- Mantis
- Handley Page HP.17
- USD-9/9A

## Лётно-технические характеристики

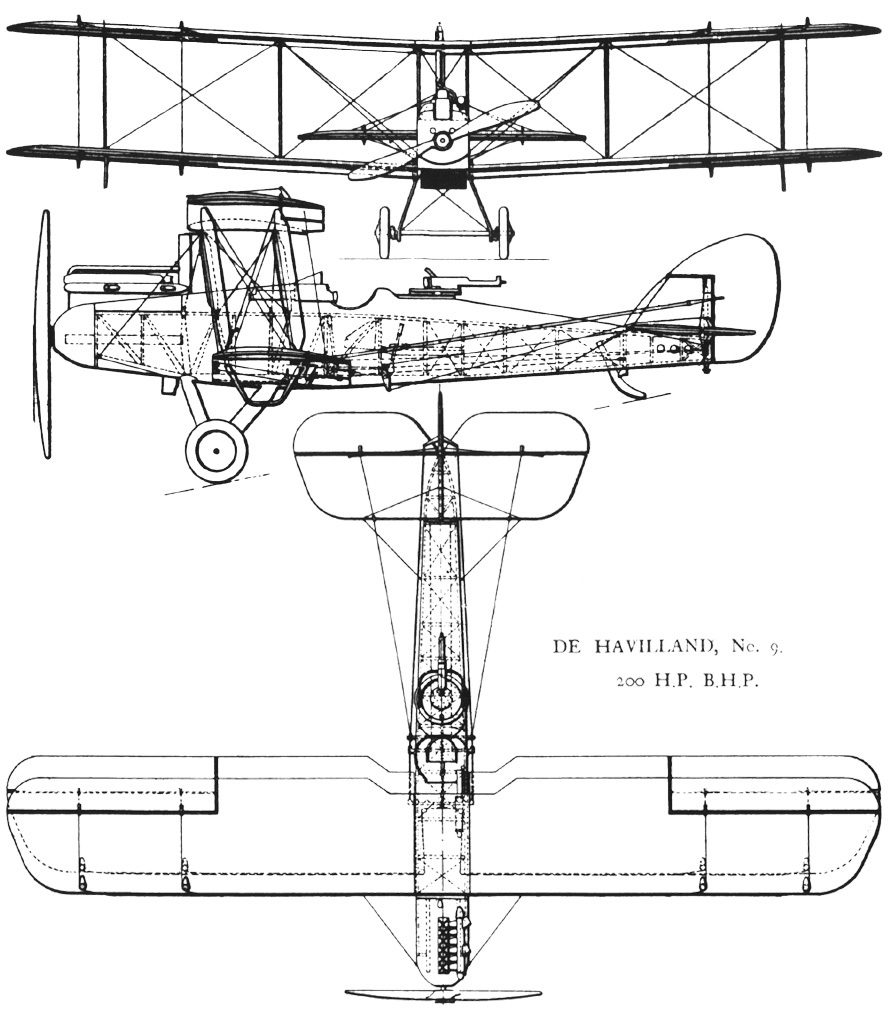

Источник данных: 

Технические характеристики
- Экипаж: 2
- Грузоподъёмность: 508 кг (1121 фн.)
- Длина: 9,4 м (30 фт. 10 дм.)
- Размах крыла: 12,93 м (42 фт. 4,625 дм.)
- Высота: 3,4 м (11 фт. 2 дм.)
- Площадь крыла: 40,4 кв.м.[4]
- Масса пустого: 999 кг (2200 фн.)
- Масса снаряжённого: 1766 кг (3890 фн.)

Лётные характеристики
- Максимальная скорость: 177 км/ч на 3 тыс.м.
- Нагрузка на крыло: 43,7 кг/кв.м.

## Эксплуатанты

### Военные

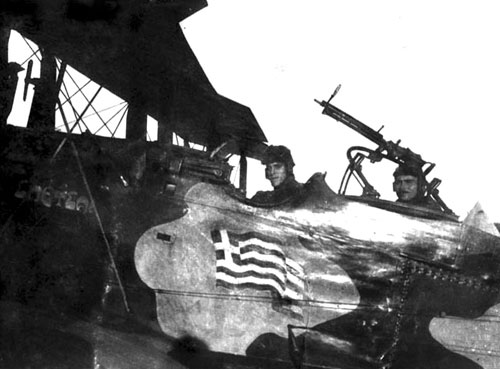
Греческий DH-9 во время Второй греко-турецкой войны, 1919 год.

Великобритания
- Королевский лётный корпус
- Royal Naval Air Service, предшественник Fleet Air Arm
- Королевские ВВС

 Канада
- ВВС Канады

 Австралия
- Королевские ВВС Австралии – 1 самолёт этого типа использовался в 1920-29 гг.
- 1-я лётная школа ВВС Австралии

 Новая Зеландия
- Королевские ВВС Новой Зеландии – 3 Airco DH.9 числились в составе "Постоянных ВВС Новой Зеландии в 1923-29 гг в качестве учебных.

 Британская Индия
(часть "Имперского Дара")
 Южно-Африканский Союз
- ВВС Южно-Африканского Союза – часть "Имперского Дара". На некоторых из них устанавливался двигатель Bristol Jupiter, полученная модификация именовалась Mpala.

 Афганистан
- ВВС силы Афганистана – 18 самолётов, включая 16, построенные на заводе Дукс, получены с 1924 года.

 Бельгия
- ВВС Бельгии – 18 самолётов.[5]

 Боливия
- ВВС Боливии

 Королевство Греция
- Королевская Авиаслужба ВМС Греции[6]

 Королевство Испания
- | ВВС Испании

 Ирландия
- Воздушная служба Ирландии
- Воздушный корпус Ирландии

 Латвия
- Латвийский авиационный полк

 Нидерланды
- ВВС армии Нидерландской Восточной Индии (ML-KNIL) – 36 самолётов, некоторые были переоснащены звездообразными двигателями серии Pratt & Whitney Wasp, сняты со службы в 1934 году.[6]

 Парагвай
- ВВС Парагвая

 Перу
- ВВС Перу

 Польша
- ВВС Польши: 20 самолётов получены в 1920 году, применялись во время советско-польской войны, использовались до 1929 года.[7]

 Румыния
- Королевские ВВС Румынии

 СССР
- ВВС СССР

 США
- Американский экспедиционный корпус

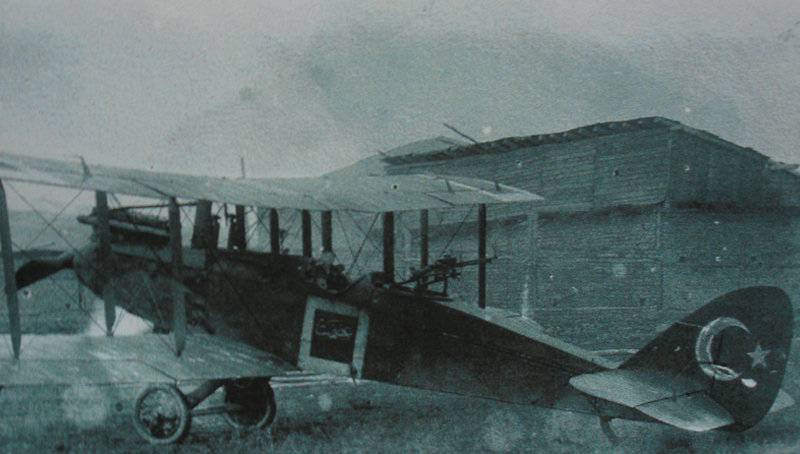
Захваченный у греков турецкий DH-9, 23 августа 1921 года.

- авиация КМП США

 Швейцария
- ВВС Швейцарии

 Турция
- ВВС Турции – 4 самолёта, применялись в 1921-24 гг.

 Уругвай
- ВВС Уругвая

 Королевство Хиджаз
- ВВС Хиджаза: в период 1921-24 гг получено 9 DH.9 и 2 DH.9C. По состоянию на 1932 год ещё имелось 5 самолётов, но не пригодных к полётам.[8]

 Чили
- ВВС Чили: 20 самолётов.[9]

 Эстония
- ВВС Эстонии: 13 самолётов, применялись с 1919 по 1933 годы.[10]

### Гражданские
Великобритания
- Aircraft Transport and Travel
- Handley Page Transport

 Княжество Биканер
- Махараджа Ганга Сингх[англ.]

 Австралия
- Qantas

 Бельгия
- SNETA
- Sabena

 Дания
- Det Danske Luftfartselskab

 Нидерланды
- KLM

- SNNA

 Королевство Испания
- CETA